# Б'ютт-Сіті (Айдахо)
Б'ютт-Сіті англ. Butte City — місто в окрузі Б'ютт, штат Айдахо, США. Згідно з переписом 2010 року населення становило 74 особи.

## Географія
Б'ютт-Сіті розташований за координатами 43°36′25″ пн. ш. 113°14′27″ зх. д. / 43.60694° пн. ш. 113.24083° зх. д. (43.606984, -113.240864).  За даними Бюро перепису населення США в 2010 році місто мало площу 0,42 км², уся площа — суходіл.

## Демографія

### Перепис 2010 року
Згідно з переписом 2010 року, у місті проживало 74 особи у 41 домогосподарстві у складі 22 родин. Густота населення становила 462,5 ос./км². Було 51 помешкання, середня густота яких становила 318,8/км². Расовий склад міста: 86,5 % білих, 2,7 % афроамериканців, 4,1 % індіанців, 5,4 % інших рас, а також 1,4 % людей, які зараховують себе до двох або більше рас. Іспанці та латиноамериканці незалежно від раси становили 13,5 % населення.
Із 41 домогосподарства 9,8 % мали дітей віком до 18 років, які жили з батьками; 51,2 % були подружжями, які жили разом; 2,4 % мали господаря без дружини і 46,3 % не були родинами. 41,5 % домогосподарств складалися з однієї особи, у тому числі 14,7 % віком 65 і більше років. У середньому на домогосподарство припадало 1,80 мешканця, а середній розмір родини становив 2,36 особи.
Середній вік жителів міста становив 58,5 року. Із них 9,5 % були віком до 18 років; 1,4 % — від 18 до 24; 16,3 % від 25 до 44; 39,2 % від 45 до 64 і 33,8 % — 65 років або старші. Статевий склад населення: 58,1 % — чоловіки і 41,9 % — жінки.
Середній дохід на одне домашнє господарство  становив 35 196 доларів США (медіана — 22 411), а середній дохід на одну сім'ю — 34 400 доларів (медіана — 23 036). За межею бідності перебувало 33,3 % осіб, у тому числі 100,0 % дітей у віці до 18 років та 0,0 % осіб у віці 65 років та старших.
Цивільне працевлаштоване населення становило 31 особу. Основні галузі зайнятості: роздрібна торгівля — 35,5 %, мистецтво, розваги та відпочинок — 22,6 %, сільське господарство, лісництво, риболовля — 22,6 %.

### Перепис 2000 року
Згідно з переписом 2000 року, у місті проживало 76 осіб у 36 домогосподарствах у складі 19 родин. Густота населення становила 146,7 ос./км². Було 46 помешкань, середня густота яких становила 88,8 ос./км². Расовий склад міста: 90,79 % білих, 1,32 % індіанців, 2,63 % азіатів, 5,26 % інших рас. Іспанці та латиноамериканці незалежно від раси становили 10,53 % населення.
Із 36 домогосподарств 22,2 % мали дітей віком до 18 років, які жили з батьками; 41,7 % були подружжями, які жили разом; 2,8 % мали господиню без чоловіка, і 47,2 % не були родинами. 38,9 % домогосподарств складалися з однієї особи, у тому числі 11,1 % віком 65 і більше років. У середньому на домогосподарство припадало 2,11 мешканця, а середній розмір родини становив 2,74 особи.
Віковий склад населення: 23,7 % віком до 18 років, 6,6 % від 18 до 24, 25,0 % від 25 до 44, 36,8 % від 45 до 64 і 7,9 % років і старші. Середній вік жителів — 40 років. Статевий склад населення: 51,3 % — чоловіки і 48,7 % — жінки.
Середній дохід домогосподарств у місті становив $17 250, родин — $31 250. Середній дохід чоловіків становив $35 625 проти $22 500 у жінок. Дохід на душу населення в місті був $11 889. 25,0 % родин і 30,7 % населення загалом перебували за межею бідності, включаючи 45,8 % віком до 18 років і жодного від 65 і старших.